# گرد ستاره
گرد ستاره (به انگلیسی: Stardust) نام اثری در گونهٔ خیال‌پردازی پویش بلوغ (کوئست بلوغ) در دنیایی جادویی است که به صورت ناول گرافیکی با داستانی از نیل گیمن و نقاشی چارلز وس است. دومین رمان تک نیل گیمن به سال ۱۹۹۸ میلادی نگاشته شده‌است.
این اثر با سایر کارهای در سبک نوشتاری و وفاداری به سنت خیال‌پردازی کهن انگلیسی با سایر آثار این نویسنده تفاوت دارد. گیمن اشاره کرده‌است که ممکن است ادامه‌ای بر این اثر بنویسد. یا داستان دیگری در همین دنیا بپردازد.

## پس‌زمینه
عمدهٔ داستان، به جز بخش ابتدایی آن، در سرزمین پریان (برگردانی از Faerie) می‌گذرد. نقطهٔ شروع داستان شهر انگلیسی دور افتاده‌ای به نام حصار است. نام شهر از حصاری گرفته شده که شهر در کنار آن بنا شده. این حصار دنیای روزمره را از دنیای جادویی جدا می‌کند.
سبک و سیاق و موجودات و نیروهای جادویی سرزمین پریان از خیال‌پردازی‌های کهن انگلیسی و اروپایی (و نه نوردیک) گرفته شده‌اند. همچنین اشاره‌های فراوانی هم به فولکلور انگلیسی شده‌است و استفاده‌های فراوانی از امثال و حکم روزمره در آن دیده می‌شود.

## خلاصه داستان
دانستن ثورن جوانی است که در پی آرزوی قلبی خود است و به‌طور غیر منتظره‌ای در مکارهٔ نه‌ساله‌ای که در حصار برقرار می‌شود با آن درگیر می‌شود. در بازار دختری پریزاد در قبال بوسه‌ای به او گلی بلوری می‌دهد و همان شب با هم در می‌آمیزند. نه ماه بعد کودکی به سمت انسانی حصار آورده می‌شود که نامش را تریستان ثورن نهاده‌اند.
هفده سال بعد تریستان ثورن عاشق دختری می‌شود و در اوج احساسات به او قول می‌دهد ستاره‌ای که تازه افتاده‌است را برای او بیاورد. تریستان از حصار می‌گذرد و با یاری مردی که سال‌های قبل پدرش را می‌شناخته خودش را به محل سقوط ستاره می‌رساند.
ستاره، در سرزمین پریان، دختری است که یاوین نام دارد. سنگی به اون خورده و او را از آسمان انداخته. سنگی که فرمانروای قلعهٔ طوفان انداخته و اکنون همراه اوست.
داستان سه روایت مجزا دارد. یک داستان تریستان و یاوین. دوم داستان شاهزاده‌هایی که به دنبال سنگی هستند. سنگی که ستاره را انداخته و همراه اوست و هر کس آن را به دست آورد فرمانروای قلعهٔ طوفان خواهد بود. روایت دیگر، ماجرای زن جادوگری است که به دنبال در آوردن قلب ستاره‌است تا از آن نیرو و جوانی بگیرد.
باقی داستان پویش بازگشت تریستان دو به حصار است در میان تلاش‌های دو نیروی دیگر داستان که هر یک به دنبال چیزی هستند است که یک‌سال طول می‌کشد. در طول این ماجرا هر چهار شاهزاده هلاک می‌شوند و جادوگر تمام نیرویش را هدر می‌دهد.
در حصار تریستان مادر واقعی‌اش را می‌شناسد و می‌فهمد که چهار شاهزاده دایی‌های او بوده‌اند و او اکنون وارث قلعهٔ طوفان است. همین‌طور این که دختری را که دوست داشته پیش از رفتن اون عاشق کس دیگری بوده و خودش در این مدت دلبستهٔ یاوین شده‌است.

## بخشی از اثر
بخشی از سرآغاز اثر با ترجمهٔ مریم حسینی در زیر آمده‌است:
«روزی روزگاری مرد جوانی بود که آرزو داشت به مراد دلش برسد. و (از این رو که هر افسانه‌ای که در مورد هر مرد جوانی وجود داشته یا خواهد داشت، می‌تواند همین گونه آغاز شود) چیزهای زیادی در مورد این مرد جوان و اتفاقات عجیب و غریب که برای او افتاده وجود دارد گرچه او هرگز از تمام ماجرا سر در نیاورد.
این ماجرا، مثل بسیاری از ماجراهای دیگر در حصار شروع شد.
شهر حصار پس از گذشت شش‌صد سال هنوز بر بستری از سنگ خارا در میان جنگلی پر درخت و کوچک پابرجا مانده‌است. ...»

## اقتباس‌ها
در سال ۲۰۰۷ میلادی اقتباسی سینمایی از این اثر به کارگردانی متیو واون و با بازی رابرت د نیرو، میشل فایفر، پیتر اوتول و کلیر دانس ساخته شد که با اقبال مواجه شده‌است.
داستان در فیلم اندکی سینمایی شده، عناصر غریبه با آن مخلوط شده‌اند و برخی شخصیت‌ها حذف شده‌اند.